# Jean Joseph May
Pour les articles homonymes, voir May.
Jean Joseph May est un agronome français, né à Mandray (Vosges) le 29 février 1816. Républicain engagé sous la Monarchie de Juillet, il est aussi un théoricien du communisme matérialiste et l’une des principales figures du « groupe de communistes matérialistes », dits « humanitaires », en 1840-1841.

## Biographie
Jean Joseph a probablement quitté jeune la ferme de ses parents. En 1839, à Paris, il est impliqué dans une affaire d’explosion, et de détention de munitions de guerre. Il a 23 ans. Il habite au 33 de la rue des Lombards avec deux autres lorrains, l’avocat Joseph Mathieu, dit d’Epinal, et Victor-Nicolas Bouton étudiant de vingt ans (affaire de la rue de Montpensier). Cette même année, avant octobre, il a déjà publié Traité de la culture des pommes de terre, in-8°. 
M. Jean Joseph May, qui est mort - le Dieu de la communauté garde son âme ! - n'était pas un homme ordinaire, puisque M. Proudhon a daigné lui prendre ses idées. Le fameux système du gouvernement an-archique, c'est-à-dire du gouvernement sans gouverneurs ni gouvernés, n'est ni plus ni moins que la propriété de feu M. May, confie l’espion Lucien de La Hodde
Lors du procès de L'Humanitaire, en novembre 1841, il est réfugié à Londres.
Il meurt à Toulon (Var) le 9 novembre 1844.